# بربيت صفراء مرقطة
بربيت صفراء مرقطة (الاسم العلمي: Buccanodon  duchaillui) (بالإنجليزية: Yellowspotted  Barbet)‏ هو طائر ينتمي إلى (فصيلة: Lybiidae).